# Jean Douay
Pour les articles homonymes, voir Douay.
Jean Douay est un musicien et pédagogue, spécialisé dans le trombone ténor et alto né le 6 juillet 1936 à Metz, en Moselle.

## Biographie
Jean Douay entre en 1956 au Conservatoire national supérieur de musique et de danse (CNSMD) de Paris. Il est envoyé en Algérie l’année suivante. Il obtient son premier prix, premier nommé, de trombone et son premier prix de musique de chambre en 1958.
Il est chargé de cours en 1960 au conservatoire américain de Fontainebleau dirigé par Nadia Boulanger. Il fait des remplacements aux Concerts Colonne, de 1958 à 1961 et accompagne Colette Renard et Michel Roux dans ‘Irma la douce’ au théâtre Gramont, Marcel Amont, Gilbert Bécaud, Joséphine Backer, Edith Piaf, à l’Olympia.    
Premier trombone solo à l’orchestre symphonique de Luxembourg de 1961 à 1968, il fonde un Quatuor de Trombones. De 1968 à 1998, premier trombone solo à l’Orchestre National de France, il crée avec Pierre Pollin, Jacques Lecointre (trompettes), André Fournier (puis André Gantiez) (cor), André Goudenhooft (trombone basse), le Quintette de Cuivres de l’Orchestre National de France,, qui se produira en Europe, au Japon,  Brésil, Carnegie Hall à New York, UCLA à Los Angeles.    
Professeur titulaire au conservatoire de Meudon de 1973 à 1985, il donne également des cours à l’Académie Internationale de Nice et à l’Institut des Hautes Etudes Musicales de Montreux. Il réalise des masters class en Espagne, Autriche, Allemagne, pays scandinaves, Brésil (Brasilia) Etats-Unis (New York, Nashville, Rochester).  En mai 1977, il fait une tournée d'une semaine à New York, joue au Carnegie Hall. Au Conservatoire National Supérieur de Musique et de Danse de Paris, il crée en 1985  la classe d’Ensemble de cuivres où il enseigne jusqu’en 1995. Il est membre du jury de concours internationaux. Le 15 mars 1990, il est à Los Angeles pour un concert donné en l'honneur du compositeur Georges Delerue. En 1993 il collabore avec Henri Dutilleux.
Directeur des collections trombone et cuivres aux Editions Billaudot, il fait appel à de nombreux compositeurs. A sa demande, Roger Boutry écrit Fantasia, concerto pour trombone et orchestre qui lui est dédié, et Georges Delerue, Vitrail, dédié au Quintette de cuivres de l’Orchestre National de France. Lui-même signe des ouvrages pédagogiques, des études, un livre ‘A propos du trombone’.  
En 1979, 1983, 1989, sous le patronage du ministère de la Culture, de la délégation départementale, de l’ADIAM 92 (Association Départementale d'Information et d'Action Musicale et Chorégraphique des Hauts de Seine), il est organisateur, responsable artistique, du Colloque international des cuivres de Châtenay-Malabry. Il est aussi rédacteur du magazine international des cuivres Brass Bulletin, et préside « L’Ancre et la Lyre » Association de la musique principale du 3e régiment d’infanterie de marine dont il fit partie.

## Discographie
- Trombone et Orchestre de Chambre de Meudon (Albrechtsberger, trombone alto, Gouinguené)
- Trombone & Orgue[11] - 1978 - Jean Douay & Christian Gouinguené (Cesare, Shostakovich, Bach) - Corelia - CC 78030
- Musique De la Venise Secrète, Quintette de Cuivres de l’Orchestre National de France - 1978 -  Métropole - 2599 003
- Darius Milhaud - Œuvres[12] - Orchestre Régional de Cannes Provence Alpes Côte D'Azur -  1992 - NUOVA ERA – 7130
- Quintette de Cuivres de l’Orchestre National de France. (Pezel, Prévin, Poulenc) - Corelia
- Le Quintette de Cuivres de l’Orchestre National de France joue Noël (arrangements de Georges Delerue-Jean-Claude Petit) - Corélia
- Quintette de Cuivres de l’Orchestre National de France (Lully, Desportes, Delerue)[13] - Corelia
- Igor Stravinsky - Le Sacre du printemps, «Rondes printanières» - Orchestre National de France - Direction Lorin Maazel - Radio France INA (Enr. 8.7.1980)
- La gloire du Quintette de Cuivres - CBS Sony
- Boléro de Ravel, Orchestre National de France  - Direction Eliahu Inbal - 1988 - Denon - PG-6008
- Boléro de Ravel, Orchestre National de France  - Direction Lorin Maazel- 1984 - CBS - 01-44781-10
- Boléro de Ravel, Orchestre National de France  - Direction Leonard Bernstein- 1978 - CBS - lc 0149

## Livres et Articles
- "A PROPOS DU TROMBONE" - Editions Billaudot[14], Psycho-pédagogie musicale et instrumentale - Formation musicale - Cotage: SC0032
- "L’ABC DU JEUNE TROMBONISTE" - Editions Billaudot[14]- Volume 1 - Méthodes (ténor) - Trombone - Cotage: GB1884
- "L’ABC DU JEUNE TROMBONISTE" - Editions Billaudot[14] - Volume 2 - Méthodes (ténor) - Trombone - Cotage: GB2029
- "Mise en lèvres et exercices quotidiens" - Editions Billaudot[10] - Cotage: GB3944
- "The trombone in Maurice Ravel's Boléro" - Brass Bulletin[15] N° 13 - I - 1976 (page 59-62)
- "The trombone in Maurice Ravel's Bolero" - Brass Bulletin[15] N° 19 - III - 1977 - (page 29-30)
- "Lip surgery - a report" - Brass Bulletin N° 21 - I - 1978 - (page 53-57)
- "A woman trombonist" - Brass Bulletin N° 29 - I - 1980 - (page 49-52)
- "L'Ancre et La Lyre" -   Edition de Juin 2007
- "L'Ancre et La Lyre" - Edition de Décembre 2009
- 12 Etudes de Grande Technique, Editions Billaudot[10], Etudes de Grande Technique, Études (ténor) - Trombone, Cotage: GB2183